# Pouillon (Landes)
Pouillon is een gemeente in het Franse departement Landes (regio Nouvelle-Aquitaine). De plaats maakt deel uit van het arrondissement Dax. Pouillon telde op 1 januari 2022 3.151 inwoners.

## Geografie
De oppervlakte van Pouillon bedroeg op 1 januari 2022 49,74 vierkante kilometer; de bevolkingsdichtheid was toen 63,3 inwoners per km².

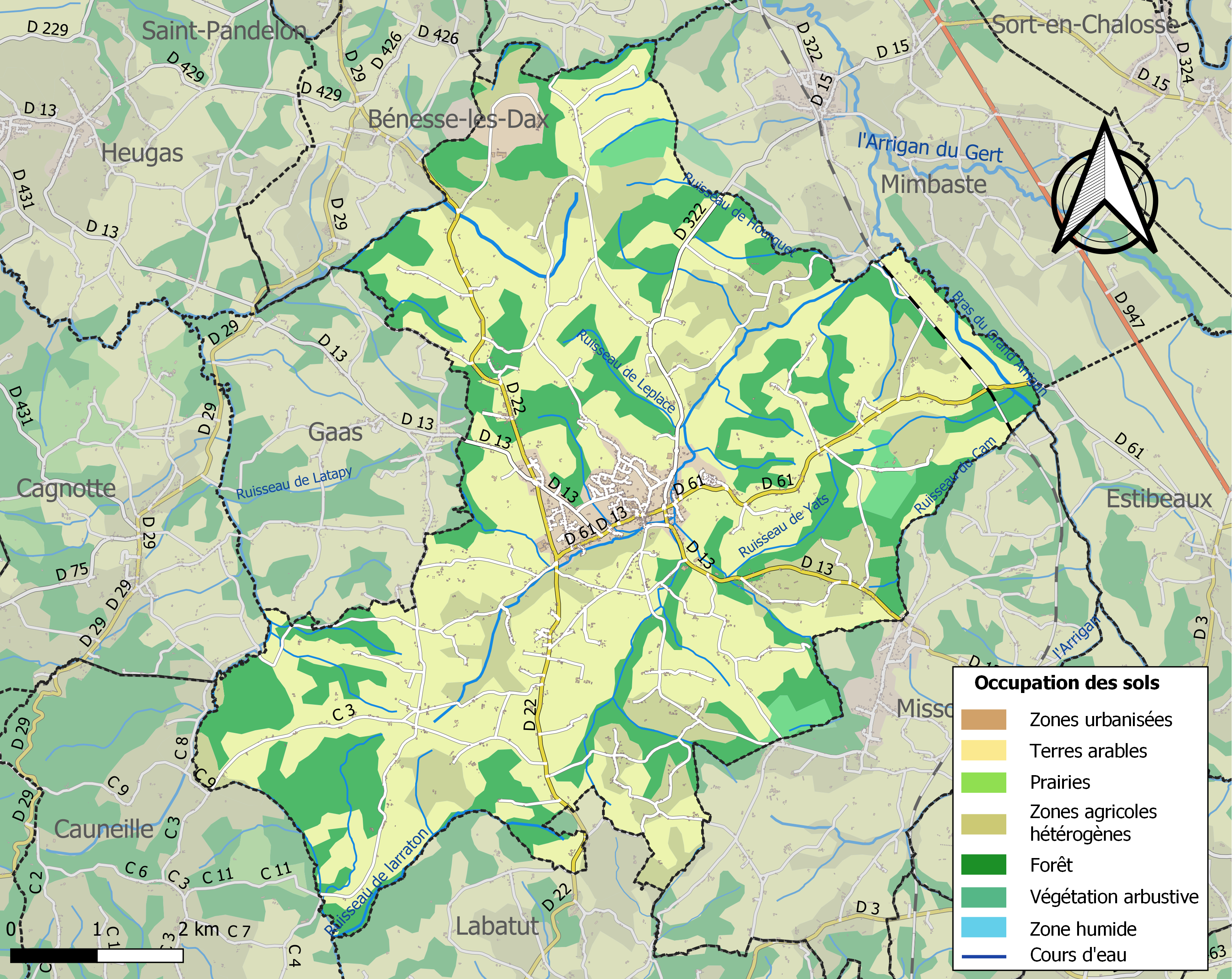
Kaart van de gemeente met de belangrijkste infrastructuur, bodemgebruik en omliggende gemeenten

## Demografie
Onderstaande figuur toont het verloop van het inwonertal (bron: INSEE-tellingen).